# Jean-Jacques-Joseph Leroy d'Etiolles
Jean-Jacques-Joseph Leroy d'Etiolles (Parigi, 1798 – 1860) è stato un medico francese.
Medico parigino, è considerato con Jean Civiale e Jean Zuléma Amussat uno dei fondatori dell'urologia moderna. Leroy d'Etiolles inventò infatti il litotritore due anni prima della laurea.